# Подушкин, Игорь Евгеньевич
Игорь Евгеньевич Подушкин (укр. Ігор Євгенович Подушкін; род. 1 ноября 1963) — украинский футбольный арбитр. Судил матч на Суперкубок Украины в 2005 году, показав 4 жёлтые карточки.

## Карьера
Начал карьеру арбитра в 1985 году. Матчи Премьер-лиги обслуживал с 2002 года. В среднем за игру показывал три жёлтые карточки.
В 2005 году обслуживал матч Суперкубка Украины. За неназначенный пенальти в ворота «Шахтёра» при счёте 1:1, Подушкина дисквалифицировали на полгода. Тень скандала на этот матч положил главный тренер «Динамо» Леонид Буряк. На послематчевой пресс-конференции тренер «бело-голубых» был недоволен тем, что рефери не назначил пенальти на 74-й минуте матча, когда Айила Юссуф упал в штрафной «горняков» после борьбы с Дарио Срной.
Впоследствии летом 2008 года Подушкин снова был отстранён на полгода от работы в премьер-лиге.

## Личная жизнь
Женат, есть сын. Хобби — музыка, путешествия. Место работы — Харьковский театр оперы и балета имени Н. В. Лысенко, начальник энергослужбы.